# John Kelsey
Pour les articles homonymes, voir Kelsey.
John Kelsey, cryptologue américain, ancien employé de l'entreprise de Bruce Schneier Counterpane Systems. Il est coauteur avec Bruce Schneier et Niels Ferguson de plusieurs primitives cryptographiques comme le chiffrement par bloc Twofish ou le générateur de nombres pseudo-aléatoires Yarrow. Auteur de plusieurs papiers de cryptanalyse, il a participé à l'élaboration de la cryptanalyse Mod n avec David Wagner.